# 員林市
員林市，舊稱「圓林仔」、「員林仔街」，前身「員林鎮」，位於臺灣彰化縣中部偏東，南彰化的經濟和文化中心，為臺灣彰化地方法院、臺灣彰化地方檢察署所在地。市內人口約有12.3萬人，是彰化縣僅次於彰化市的人口第二大城市，也是臺灣人口第四多的縣轄市。
1728年員林成街，1920年設員林街屬臺中州員林郡，1946年改制為鎮，並為臺中縣縣治。1950年，改隸彰化縣。2015年8月8日改制為縣轄市「員林市」，成為彰化縣第二個縣轄市。自2009年彰化縣政府開始辦理市地重劃起，伴隨著員林184公頃市地重劃的開發，使得員林都市範圍擴大，除了迎來員林房地產開發的熱潮外，也使得員林周邊鄉鎮大村鄉和埔心鄉逐漸成為員林的衛星城市。

## 歷史

### 地名由來
員林市的地名由來有數種說法：
第一種說法是先民入墾員林時，自四方啟林闢地而留下圓形林地，後來在此建立聚落，稱為「圓林仔」，後簡化為「員林仔」:105。
第二種說法是早期來自粵東、閩南的客家人或福佬客，入墾初期建造與原鄉相同的碉堡式住宅「圓樓仔」，受限於人力、物力和技術而無法如同原鄉的圓樓仔堅固與美觀，形狀圓如「籃仔」，另有一說則是因閩粵不和，故蔑視而稱之「圓籃仔」。後因漳州籍移民將「圓樓（Lâu）仔」聽成「圓籃（Nâ）仔」，「籃」字臺灣話與「林」字為諧音且「林」字好記好寫，遂以「林」字取代「籃」而成「圓林仔」，另有一說則是圓樓仔的外圍種有沿著弧形護龍成的圓形圍林，作為水土保持與保護牆壁，因屋及林而以「圓樓仔外圍的圓形樹林」稱之「圓林仔」。後來成街後便稱為「員林仔街」、「員林街」或「林仔街」:105。
第三種說法是早期樹林茂密時，漢人由西向東入墾，當地位居東側山丘林地下方的林區一帶興建聚落，稱為「下林街」，後以臺灣話鹿港腔走音「下（Uē）林仔街」而成「員林仔街」:105。
首次記載員林地名的史書為1741年劉良璧所著的《重修福建臺灣府志》，書中提到「員林仔庄」:142。

### 沿革

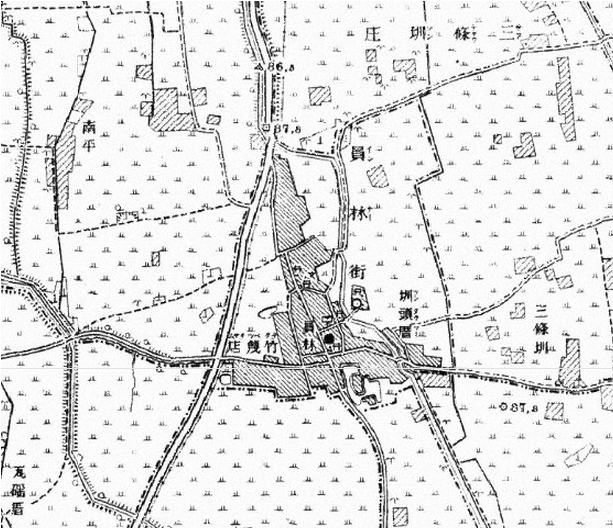
臺灣堡圖中的員林

員林市早期為臺灣原住民平埔族的洪雅族大武郡社的活動區域，約在巴布薩族半線社及洪雅族大武郡社等兩大平埔族社域的交界處:110。其中「番仔崙」（今崙雅里）之地名顯示出平埔族曾在此活動:104，而在番仔崙一帶有「番仔溝」、「番仔埤」、「番仔底」等地名，均應與平埔族有關:111。中華顧問工程公司曾在1992年委託中央研究院歷史語言研究所進行台76線計畫路線範圍內考古遺址初步調查中，在員林市林厝里發現林厝遺址:107。其地層由上而下依序是表土層、灰黑色陶文化層、黃褐色土層與礫石層，僅礫石層未見遺物，考古人員在第三層的黃褐色土層中，發現主要為橙色夾砂陶的出土遺物，歸屬繩紋紅陶:107－108。以陶器螢光定年法測定，其歷史距今約有3,000至4,000年:108。
荷西時期，荷蘭人設臺灣長官治臺並管轄番社，全臺分北部、南部、卑南、淡水等四個集會區，員林隸屬北部集會區。1661年，鄭成功領臺後，改臺灣為東都，設一府二縣，員林隸屬東都承天府天興縣。鄭經嗣位後，1664年8月，改東都為東寧，提升天興、萬年二縣為州，並於半線設北路安撫司，員林隸屬東寧承天府天興州:141。
1684年，臺灣納入清朝版圖，屬福建省臺灣府，轄三縣，即諸羅縣、臺灣縣、鳳山縣，員林隸屬臺灣府諸羅縣:141。不過根據《諸羅縣志》，當時漢人拓墾尚未到達員林一帶，而在其後1697年，郁永河入臺採硫時，曾從大武郡社乘牛車經八卦山西側一帶抵達半線社，沿途未見漢人聚落，故漢人大量入墾員林地區的時間約在康熙中葉之後:122。1723年，清廷將虎尾溪以北的土地增設彰化縣與淡水海防廳，縣治設於半線，員林隸屬彰化縣，一部分屬燕霧保，一部分屬大武郡保。1734年，大武郡保分為大武郡東保、大武郡西保，員林南半部地區分屬該兩保。至乾隆中葉年間，燕霧保分為燕霧上保、燕霧下保，員林北半部地區屬燕霧下保，其後大武郡東保、大武郡西保又分別改名為武東保、武西保:142。由於清廷前後分別在1732年與1746年，開放人民移眷入臺，至1751年員林已形成街市，舊時街道含蓋今光明、三民、中正、中山、光復、和平、新興、仁美、民生、東和、黎明、惠來等里:151－162。在1764年余文儀纂修的《續修臺灣府志》一書當中，記載現今員林市的轄區，包括隸屬燕霧下保的員林仔庄、東山庄、員林仔街以及隸屬大武郡東保的火燒庄:142。燕霧保界內有燕霧內、上咳咍、員林仔、東山等4個庄，街市則為員林仔街。道光年間，現今員林市的轄區包括燕霧上、下保的12個街庄、武東保的11個庄以及武西保的2個庄，共有25個聚落:143。1875年，全臺劃分為二府八縣四廳。臺灣建省後，1887年，全臺劃分為三府一直隸州十一縣三廳:143。

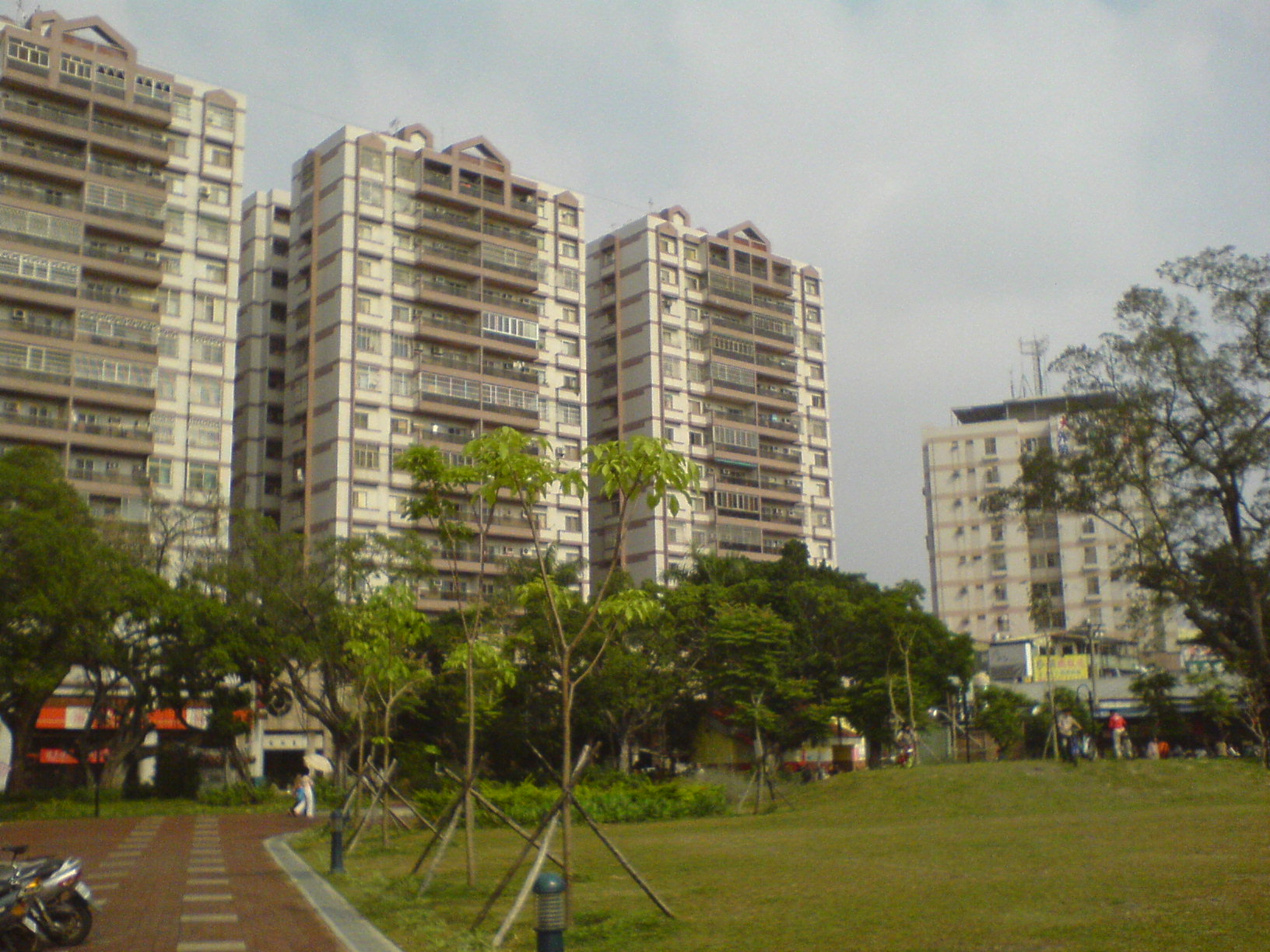
員林公園與員林國宅

1895年，清廷因甲午戰爭戰敗，與日本簽訂《馬關條約》，將臺灣、澎湖割讓給日本:143－144。日本在臺北成立臺灣總督府，宣布在臺開始施政，正式治臺，臺灣分三縣一廳，員林屬臺灣縣彰化支廳:144。其後曾多次修改地方官制，行政區域建置沿革歷經多次變革，經歷過臺灣民政支部彰化出張所、臺灣民政支部鹿港出張所、臺中縣鹿港支廳、臺中縣員林辦務署、彰化廳員林支廳、臺中廳員林支廳:143－145。1920年，廢廳、支廳、區、堡、里、澳及鄉，行政區劃改為州、郡市、街庄，員林街屬臺中州員林郡，下轄員林、三條圳、三塊厝、東山、南平、柴頭井、番子崙、湖水坑、萬年、大饒、田中央等11個大字。員林郡轄員林街、大村、埔鹽、溪湖、坡心、永靖、社頭、田中、二水等9個街庄，郡役所及員林街役場設在員林街，確立了員林的官制規模:145。其郡役所之廳舍位於現今黃金帝國大樓，即中正路、民權街之路口。日治時期也是員林建設最多的時期之一，1905年縱貫線鐵路通車後，設置員林驛，奠定了員林地區的交通地位，也造就了鐵路、大通街（今中正路）與民生路所圍三角地區的繁榮。1936年員林實施「市街改正」（都市計劃），原本較為雜亂的市容改成整齊劃一的棋盤式街道，為臺灣少數擁有完整工整街道的地方，並開發了外環道路（育英路與新生路）。日治時期，日本人也設置了許多學校，如臺中州立員林家政女校（今國立員林高級中學）、臺中州立員林農業學校（今國立員林農工）、員林公學校（今員林國小）、員林女子公學校（今育英國小）等。同時，員林、南投與彰化並稱為水果的集散地，當時的食品加工業興盛，如：蜜餞、鳳梨等。另外日本人為了使臺人信奉神道教，在百果山上興建員林神社。

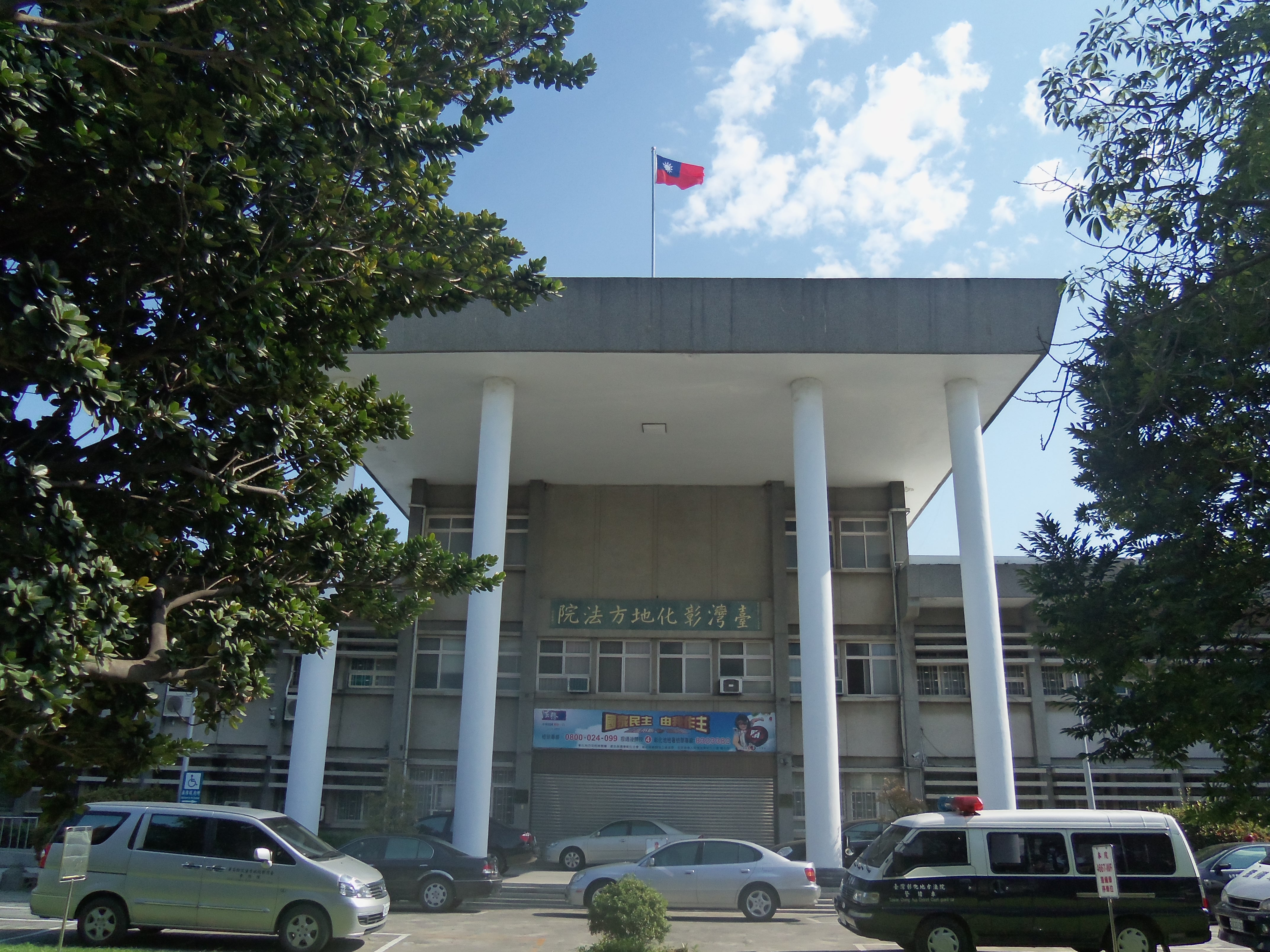
臺灣彰化地方法院舊址

1945年國民政府接管臺灣後，12月起，將日治時期的州、廳、市、郡制改為八縣、九省轄市、二縣轄市。1946年1月，員林街改為「員林鎮」，屬臺中縣員林區:146－147。1946年9月15日，臺中縣政府從原臺中州廳遷至員林國小校舍（原址為今員林國宅）辦公；9月30日，裁撤員林區署，改由臺中縣直轄。至1950年8月16日起，全臺分十六縣、五省轄市、一管理局，彰化市與臺中縣彰化、北斗二區、原員林區區域合併為彰化縣，與臺中縣分治，員林鎮改隸彰化縣，下分34里:147。之後境內里數歷經五次變更，至2001年起，員林鎮共轄41個里:147－148。
1979年，員林鎮人口突破10萬人，至2008年底時達到12.6萬人:624。2015年5月29日，立法院三讀通過《地方制度法》第四條修正案，將縣轄市人口標準由15萬人降為10萬人，經總統於6月17日公布後，6月19日正式生效；同年8月8日，員林鎮正式改制為「員林市」。

## 地理

### 地形

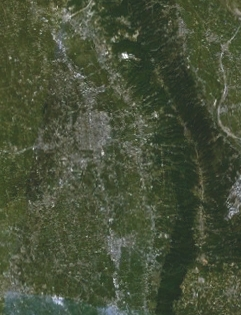
員林市與八卦山脈衛星照片，圖中偏左之圓形聚落即為員林市區及衛星城鎮–埔心鄉。

員林市位於彰化縣中部偏東，八卦臺地與彰化平原交會處，北毗大村鄉，西臨埔心鄉，東鄰芬園鄉、南投縣南投市，南接社頭、永靖兩鄉:39。員林市的地形分區，大致以縣道137號（山腳路）分為西部的平原區與東部的丘陵臺地區，整體地勢由東南向西北降低，海拔高度在100公尺以下的平原地區與在100公尺以上的丘陵地區，兩者面積比例約為5:2:65。
彰化隆起海岸平原位於臺灣本島西部海岸平原的中央，平原海拔高度在彰化市一帶約在12公尺以下，在員林市附近約為26公尺，至東南端的田中鎮則約在45公尺以上:61。受到濁水溪沖積扇堆積作用的影響，使其整體呈現北狹南寬，南端地勢較高:61、63。員林市的西部平原區屬於彰化隆起海岸平原的一部分，100公尺等高線大致通過大樹坑、阿寶坑、百果山忠烈塔附近、八卦山隧道入口至第三公墓一帶，縣道137號附近海拔高度約為40公尺，以西地區全為地勢低平的平原，也是主要聚落分布地區:65。八卦臺地位於臺灣西部中央，略呈西北－東南走向狹長形狀，其原為西部衝上斷層山地西側山麓所形成的沖積扇，因受活斷層活動的影響而隆起，歷經河流的侵蝕與堆積，形成現狀，地勢大致為西陡東緩、南高北低:63。員林市境內地勢最高點位在東南角，海拔高度約為400公尺:65。
彰化斷層位於八卦臺地西緣，呈南北走向並大致與車籠埔斷層平行，其北段、中段、南段又分別稱為彰化斷層、員林斷層、田中斷層:53－54。1999年9月21日發生集集大地震後，彰化縣產生土壤液化的現象，造成建築物與道路地基沉陷情形嚴重，其中又以員林市一帶最甚。

### 水文
員林市的水文系統以縣道137號為界，可分為平原區農田灌溉系統與八卦山排水系統等兩個部分:70－72。流經員林市的灌溉河道有員林大排、八堡圳、石苟埤圳三條；八卦山丘陵地區由於溝谷地形發育明顯，易順著溝谷形成由東向西流下的山間溪流，並往平原聚集匯流後進入平原區灌溉系統，成為彰化平原的重要灌溉水源之一，由北而南分別有甘井坑排水、柴坑排水及振興排水等系統:72。

### 氣候
員林市的氣候屬副熱帶季風氣候:75，冬季因東北季風受到中央山脈的阻擋，氣候乾燥；夏季則因西南季風盛行，高溫多雨:74。年均溫約為攝氏23.1度，月均溫最高為7月的28.9度，最低為1月的16.6度:74－75。年平均降雨量約為1,620.8毫米，各月雨量最多為6月的334.4毫米，最少為1月的18.1毫米，雨量集中於6月至8月:77－79。

### 人口
根據彰化縣員林戶政事務所及內政部戶政司統計，2024年底員林市戶數約4.4萬戶，人口約12.3萬人，是彰化縣人口第二大城市，也是臺灣人口第四大縣轄市。市內人口最多與最少的里分別是三和里與中山里，2024年底兩里人口分別為7,874人與631人。
1962年，臺灣已故歷史學者林衡道在《臺灣文獻》發表〈員林附近的「福佬客」村落〉一文，首先提出「福佬客」這個名詞，他透過祖籍、習俗、語言等方面觀察，發現了彰化平原員林一帶的許多居民，多半為饒平客家後裔，定義為被福佬人同化的客家人稱之為「福佬客」。
廣寧宮是員林地區歷史最悠久的廟宇，祀奉的就是部分客家人和潮汕人的鄉土神三山國王。許多姓氏家族與客家和潮汕淵源極深。
由於是交通樞紐的重鎮以及地處閩南人居多的彰化平原，經長期閩客械鬥後，為與外地人及新住民溝通交流，員林客家人已經完成語言轉換了，目前僅殘留少數潮州話、客家話詞彙（如地名與親屬稱謂）底層的偏漳腔臺灣閩南話。而此臺灣話之腔調的通行地區，包括永靖鄉、埔心鄉、員林市、田尾鄉不含西南部及東部、大村鄉西南部、社頭鄉西北端。
2008年5月時，員林市的第一大姓是張姓，此姓氏的先民主要來自廣東省潮州市饒平縣:662。第二大姓則是黃姓，其先民主要來自福建省漳州市詔安縣、廣東省潮州市饒平縣、梅州市大埔縣等地:667。
與彰化縣其他地區相同，員林市面臨人口老化與少子化的問題。2024年底時，員林市總人口中有13.93%的年齡在0至14歲，67.39%是15至64歲的青壯年人口，65歲以上的人口則有18.69%。

## 政治

### 歷任市長
| 屆次 | 姓名   | 黨籍       | 就任時間       | 卸任時間       | 備註       |
| 1    | 張錦昆 | 中國國民黨 | 2015年8月8日   | 2018年12月25日 | 改制後首任 |
| 2    | 游振雄 | 中國國民黨 | 2018年12月25日 | 2022年12月25日 |            |
| 3    | 游振雄 | 中國國民黨 | 2022年12月25日 | 2025年1月11日  | 任內逝世   |
| 代理 | 賴致富 | 中國國民黨 | 2025年1月15日  | 現任           | 縣政府指派 |

### 市政組織
員林市公所是彰化縣員林市最高層級的地方行政機關，在中華民國政府架構中為縣轄市自治的行政機關，同時負責執行縣政府及中央機關委辦事項，員林市的自治監督機關為彰化縣政府。市長由全體市民直接選舉產生，任期為四年，可連選連任一次。員林市公所並置市政會議，為市政最高決策機構，在市長之下，設有7課3室等10個內部單位及4個附屬機關。
員林市民代表會是員林市的最高民意機關，代表員林市全體市民立法和監察市政。市民代表由公民直選選出，任期為四年，可連選連任。共有19位市民代表，第一選區（東區）4席市民代表、第二選區（南區）5席市民代表、第三選區（北區）6席市民代表、第四選區（西區）4席市民代表，主席、副主席由19位市民代表互選產生。

### 司法園區
為均衡區域發展，地方之三級司法機構有別於彰化縣地方政府之行政與立法兩權設於彰化市，二戰後於員林設立臺中法院彰化庭，爾後獨立為臺灣彰化地方法院，於中山路二段上與地檢署共用建物合署辦公。自員林大道開通後，臺灣彰化地方法院大樓與臺灣彰化地方檢察署大樓陸續落成，均位於員林大道二段上，於道路兩側相望。因地處員林市郊重劃區，兩棟大型建築與周邊零散民宅形成強烈對比。
臺灣彰化地方法院，負責初審的司法案件之機構，並在市內設有員林簡易庭，為彰化員林、溪湖兩地區小型訴訟的申訴機關。

### 行政區

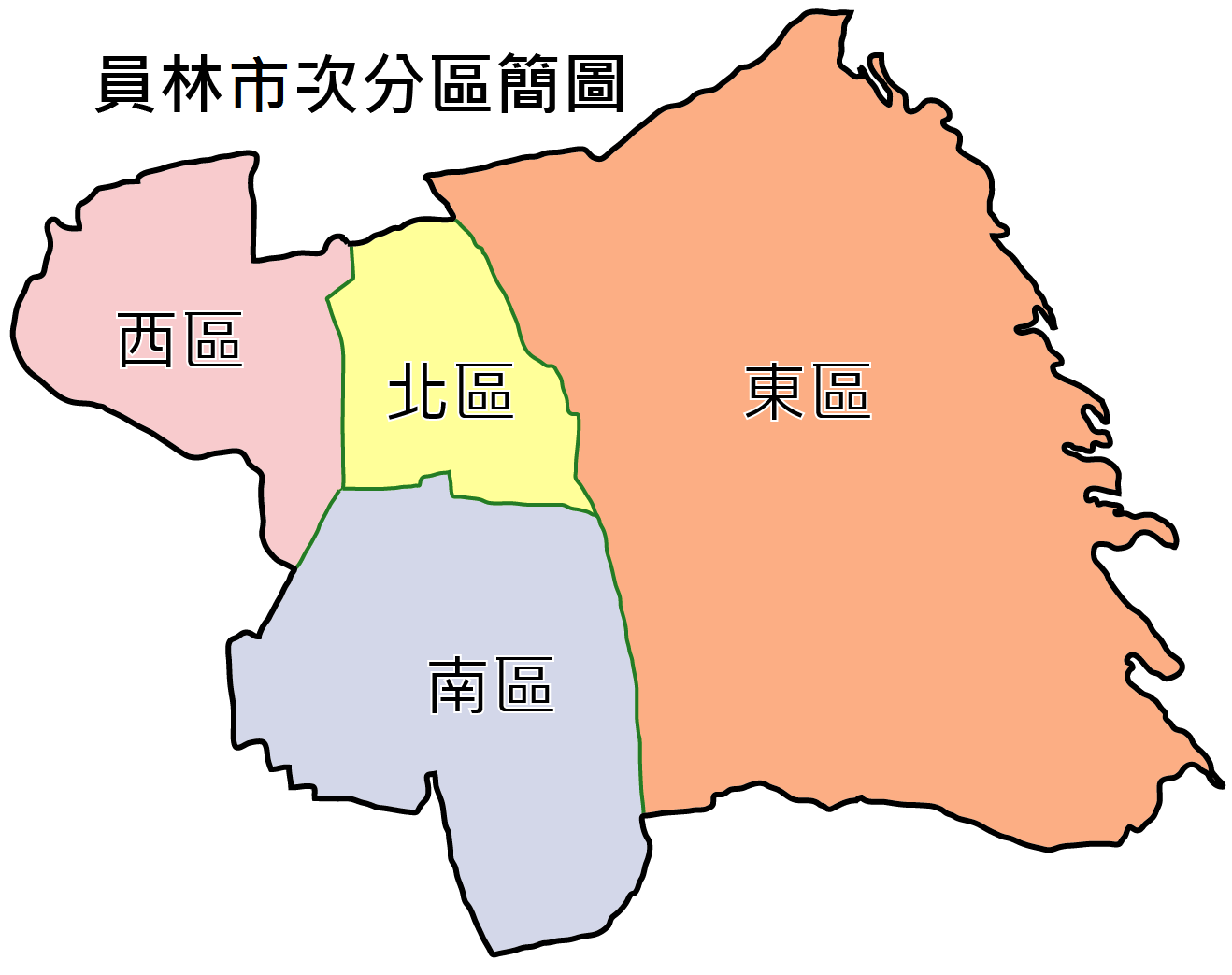
員林市次分區圖

現今員林市行政範圍的確立，來自於1920年，日本將臺灣十二廳改為五州二廳，設員林街屬臺中州員林郡。員林街轄員林、三條圳、三塊厝、東山、南平、柴頭井、番子崙、湖水坑、萬年、大饒、田中央等11個大字。1946年1月，改為「員林鎮」，屬臺中縣員林區:218；9月30日，裁撤員林區署，員林鎮改直隸於臺中縣。1950年，調整行政區域，員林鎮改隸新成立的彰化縣:218。2015年8月8日，員林鎮改制為「員林市」。
員林市共轄41個里，其行政區域分布情形為:41：
| 次分區 | 里名   | 里名   | 里名   | 里名   | 里名   | 里名   | 里名   | 里名   | 里名   | 里名   | 里名   | 里名   | 里名   | 里名   |
| ------ | ------ | ------ | ------ | ------ | ------ | ------ | ------ | ------ | ------ | ------ | ------ | ------ | ------ | ------ |
| 東區   | 崙雅里 | 振興里 | 林厝里 | 出水   | 湖水   | 大峯里 | 鎮興里 | 浮圳里 | 西東里 | 南東里 | 中東里 | 東北里 |        |        |
| 西區   | 三義里 | 新生里 | 南平里 | 南興里 | 源潭   | 大埔里 |        |        |        |        |        |        |        |        |
| 南區   | 東和里 | 民生里 | 黎明里 | 惠來里 | 中央里 | 溝皂里 | 大饒里 | 大明里 | 萬年   |        |        |        |        |        |
| 北區   | 中正里 | 仁美里 | 新興里 | 和平里 | 光明里 | 中山里 | 三和里 | 三橋里 | 三愛里 | 三信里 | 三多里 | 忠孝里 | 三條里 | 仁愛里 |

## 經濟

### 產業發展

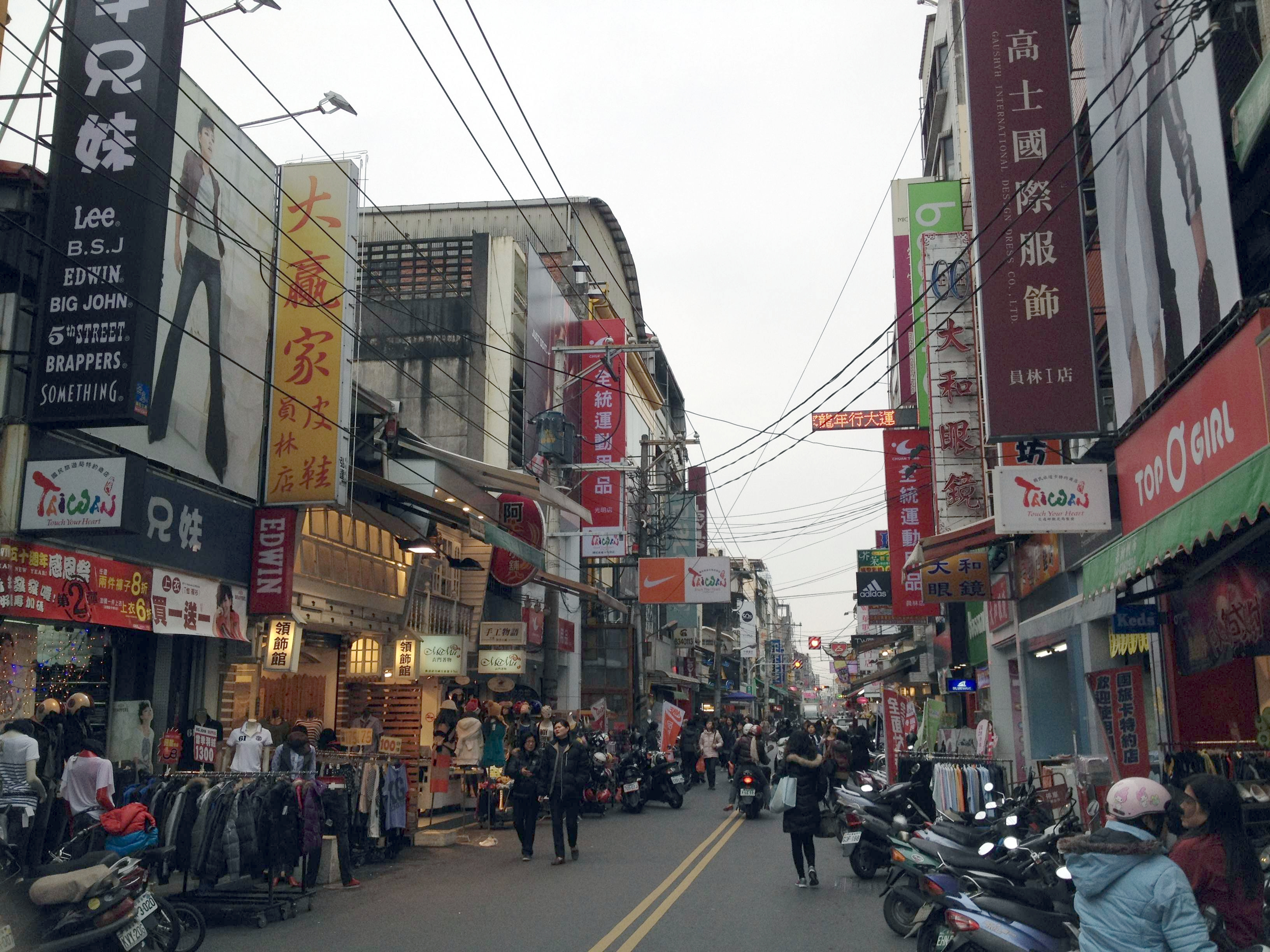
員林火車站前光明街商圈

員林市位於臺灣西部平原山線、八卦台地之山麓，為鐵路和公路的交通樞紐。其便利的交通網絡促進了城市的發展。
員林市擁有多家知名企業，包括正新輪胎、建大輪胎、美利達等在臺灣上市的國際企業，還有在香港上市的康師傅控股有限公司及眾多未上市的中小企業。這些企業的業務範圍擴展至整個東亞地區、日本、東南亞、印度及歐美。據統計，員林市有700多位億萬富豪，相當於每171位員林市民中就有一位億萬富豪。這些富豪的銀行存款總額估計有八兆新臺幣以上，因此員林市常被媒體描述為「富豪鎮」和「錢淹腳目」。
。因此，數十年來媒體時有「員林富豪鎮」、「員林錢淹腳目」等描述員林「有錢」的形容詞出現。
員林市的銀行密度很高，許多國內外銀行在此設立據點。此外，因彰化地方法院的設立，律師事務所也很多。因此，員林市有「三多」的說法，即「有錢人多」、「律師多」和「銀行多」。
此外，有很多高價進口商品的專賣店，如進口超跑專賣店等進駐員林。員林進口超跑業者幾乎每三個月就可以賣出一輛千萬等級的超跑。。
特產方面，員林市最出名的是「蜜餞」。由於地理位置優越，這裡成為台灣中南部水果的集散地。員林市開始有人將過剩的水果製成蜜餞，種類包括梅子、橄欖、李子、芒果、金棗、小紅梅、櫻桃、桑椹等，這些蜜餞除了銷往全台外，還外銷至世界各地，產值高達新臺幣30多億。員林市因此成為臺灣最主要和最有名的蜜餞產地。。
員林市是南彰化最大的城市，地理位置優越，交通便利。最近有多項重大建設正在進行，如184公頃市地重劃、30米外環綠園道「員林大道」的開通、圓林園「滯洪池生態公園」、龍燈公園及龍燈夜市的設立、鐵路高架化的完成、彰基醫療體系員林基督教醫院的設立、榮總醫療體系員榮總醫院的開工動土、彰化縣東部道路（東彰路）的建設、連接台76線埔心交流道員埔路的開通、彰南國民運動中心的落成啟用、員林「司法園區」的設立和員林「新市政中心」的計畫等。這些發展項目吸引了許多建商和在中國大陸經商的員林人回家鄉置產興業，使得員林市呈現出繁榮景象。

### 商圈
- 第一市場商圈

作為員林最早形成的聚落，時至今日，民生路、中正路一帶仍是當今員林最繁忙的商圈，並且延伸至員林市區的一大路口「八條通」。即便打石巷（現黎明巷）在大清時期鼎盛的傳統產業已經沒落多時，多數古式建築已然不復存在，但此處仍保存一些較早時的商店及建築。此外，這裡亦是員林在深夜時，唯一有不少商家仍然營業的商圈，堪稱不夜城。
- 三角公園商圈

位於靜修路、中正路以及中山路三條路為核心構成的商圈，土地銀行大樓在此地為最顯眼的地標。在員林鐵路高架化後，此商圈又沿靜修路向西輻散出去。此處有許多店家供應正餐及飲品。惟此區域商家打烊時間較早，過了晚間八點人潮驟減。
- 華成市場商圈

毗鄰三角公園商圈之傳統市場「華成市場」，此處販賣水果、蔬菜、以及肉類等初級農產品或食品材料行居多，約在博愛路、萬年路三段、育英路以及浮圳路二段處形成。此處亦有夜市「園林大市場-星期三夜市」，位於浮圳路二段與育英路口處。
- 龍燈公園商圈

員林最大的夜市，為2012於鹿港鎮舉辦之台灣燈會主燈在謝幕後搬遷之所在地，因而得名。於每週二、週五、週六以及週日營業，但作為露天夜市，於天候不佳時可能有許多攤販選擇不營業。

## 教育
員林市的教育起源甚早，市內的興賢書院是員林地區最早的教育設施，教導分布在燕武三堡（武東堡、武西堡、燕霧下堡）的廣大學子:423－424。1895年日本治臺後，在臺實施殖民政策。1896年，公布〈國語傳習所規定〉、〈國語學校規則〉與〈台灣公學校官制〉，推展日文教育，規定公學校為公立學校，以國語傳習所改設六年制公學校，傳授初等普通教育:430。其中員林街國語傳習所為員林地區日語教育起端，最初成立於現今的廣寧宮內:431。1898年，將國語傳習所轉型為公學校或小學校:430。其後，日本在員林市共設立四所公學校與一所小學校，依序是1898年員林公學校（今員林國小）、1918年東山公學校（1917年原為員林公學校東山分教場，1918年改制，今東山國小）、1923年員林尋常小學校（後於1941年配合實施國民學校制而被廢除）、1933年員林女子公學校（1930年原為員林公學校高等科女子部，1933年改制，今育英國小）、1936年湖水公學校（1923年原為員林公學校柴頭井分教場，1936年改制，今青山國小）:431－437。同時由於員林在工商業獲得進展，在日本人主導下先後建立了臺中州立員林家政女校（今國立員林高級中學）與臺中州立員林農業學校（今國立員林高級農工職業學校），奠定員林當時在臺中州內與臺中市、彰化市相當的教育地位:437－438。1945年戰後，國民政府除了將日治時期的各所學校進行變更校名並繼續辦理，也紛紛興辦各級學校，並自1968年起實施國民義務教育，促進教育的普及化:455。

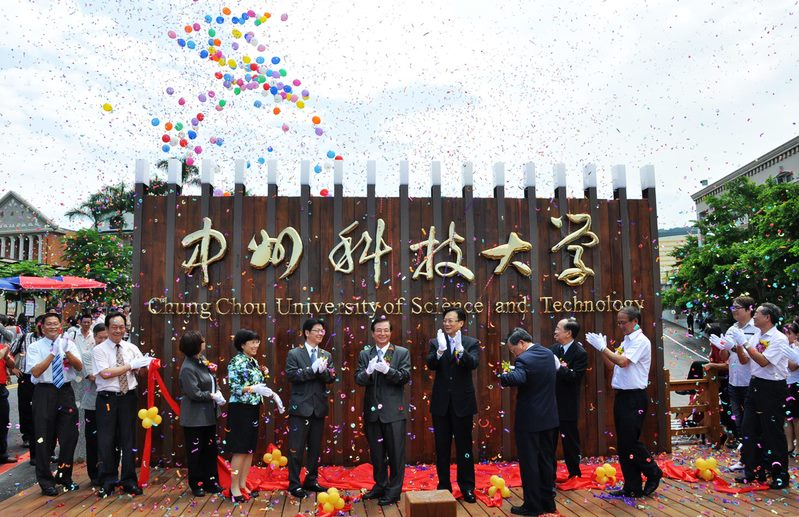
已於2023年7月31日停止辦學的中州科技大學

創立於1969年11月的中州科技大學曾為員林市區內的一所私立科技大學，成立初名為中州工業專科學校，1991年改為中州工商專科學校，2000年升格為中州技術學院:486，2011年8月1日改名為中州科技大學。全校設有工學院、管理學院、健康學院三個學院及通識教育中心，下設15個學系，全校學生約5,200名。2023年7月31日，停止辦學。

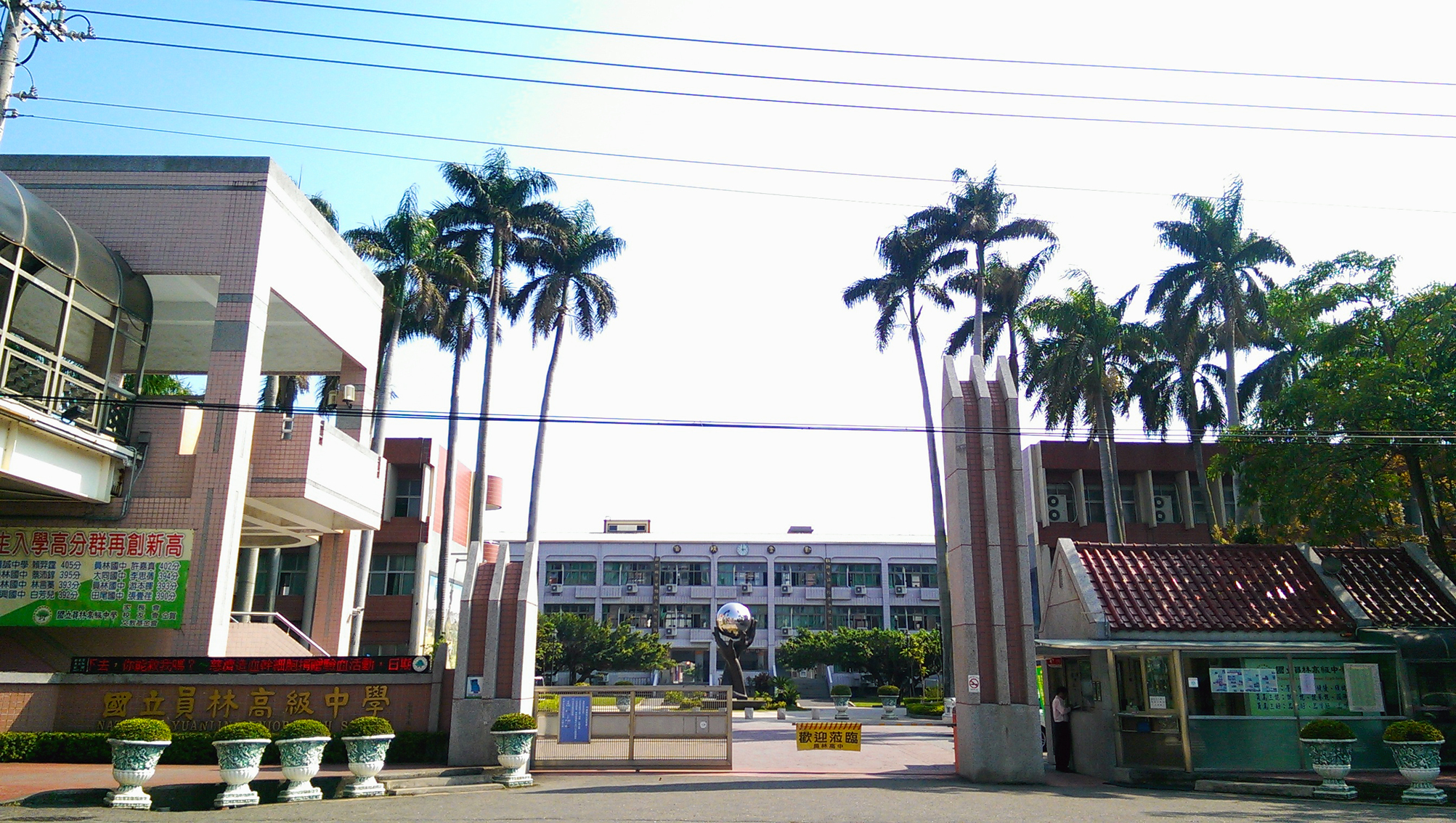
國立員林高中

員林市現有公私立高級中等學校4所，分別為國立員林高級中學等普通型高級中等學校1校，以及國立員林崇實高級工業職業學校、國立員林高級農工職業學校、國立員林高級家事商業職業學校等技術型高級中等學校3校:475－484。其他公立教育機構計有彰化縣立員林國民中學、彰化縣立明倫國民中學、彰化縣立大同國民中學等3所國民中學:470－474，彰化縣員林市員林國民小學、彰化縣員林市東山國民小學、彰化縣員林市青山國民小學、彰化縣員林市育英國民小學、彰化縣員林市靜修國民小學、彰化縣員林市明湖國民小學、彰化縣員林市僑信國民小學、彰化縣員林市饒明國民小學、彰化縣員林市員東國民小學等9所國民小學:455－470。

## 交通

### 鐵路運輸

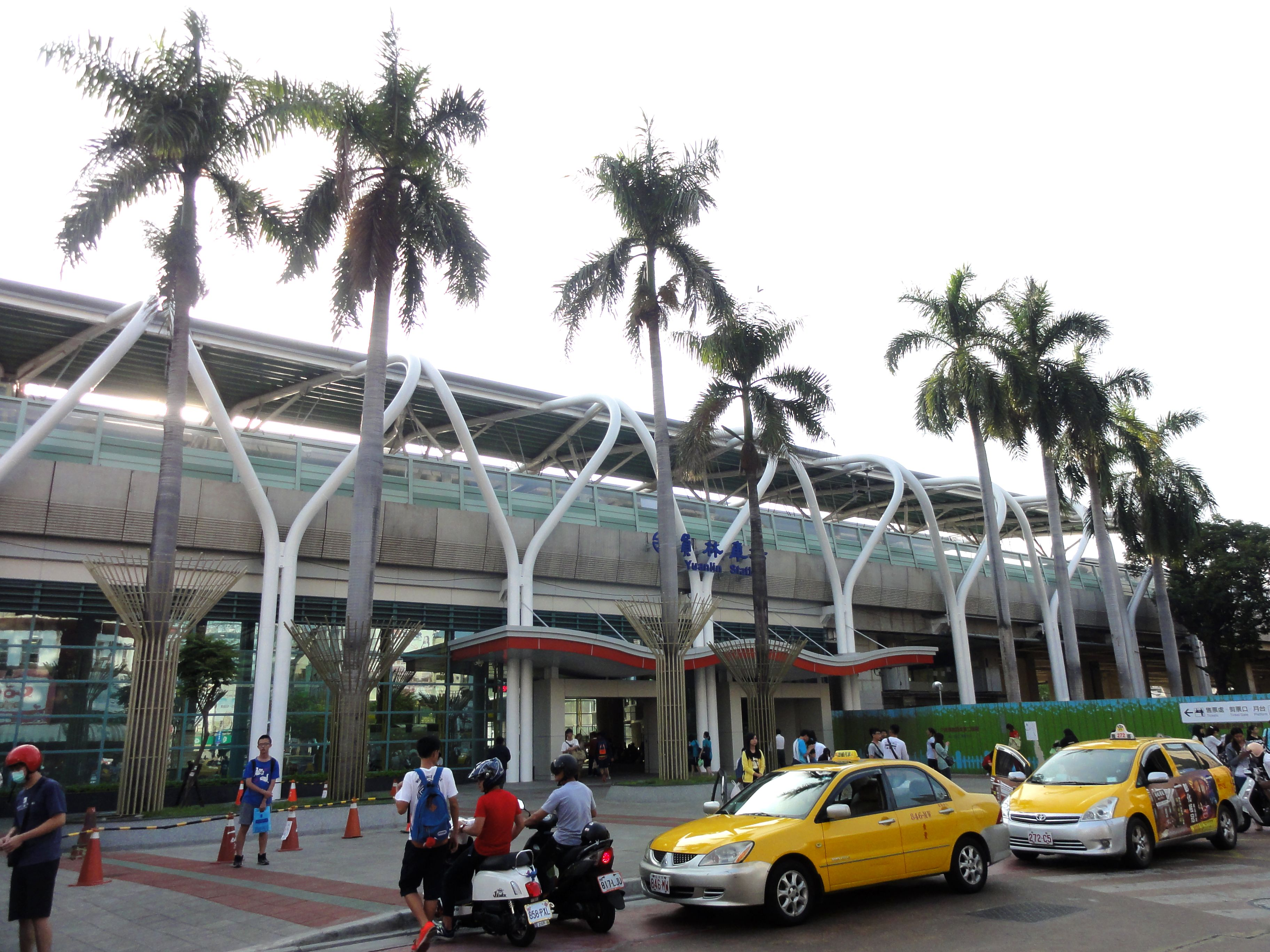
員林車站

臺灣鐵路的發展始於清領時期，由臺灣巡撫劉銘傳成立全臺鐵路商務總局，負責籌辦興建鐵路。自1887年起，先後修築「基隆＝臺北」、「臺北＝新竹」兩段，共計約104.9公里，分別於1891年、1893年通車。日治初期，臺灣總督府曾計畫由民間以發行債券方式募集資金修築縱貫鐵路，但由於過程不順利，改由總督府主導臺灣鐵路的修築營運。1905年3月26日，設立員林驛，即今員林車站。1908年4月20日，縱貫鐵路基隆至高雄段全線通車:349。
之後，日本政府又於員林地區增設、修築個別一條的台糖鐵路與輕便軌道：
1912年，成立員林輕鐵株式會社，總站設於現今的東門橋一帶，分為東線、南線、西線，東線可通往山腳路、番仔崙、東山，南線可通往社頭、田中，西線可通往西門、永靖、田尾、北斗，為運送蔬果農產及人員的主要交通工具，在二戰後即被廢止與拆除，現已不見其遺跡:353－354。
1919年1月，溪湖糖廠鐵路（員林線）全線通車，途經巫厝、二重湳、埔心、南員林等站，軌距1,067毫米及762毫米並行，全長約為9.436公里，主要用於貨運業務，南員林站以員林驛為轉運中心，可將溪湖糖廠所產之糖、糖蜜等銷往各地:352。初期主要使用燃煤蒸汽機車，至1949年後開始採用內燃引擎，並以糖廠自產的酒精為燃料，1959年1月起，開始兼營載客服務。之後又分別於1960年、1967年改以汽油、柴油為燃料，1973年糖廠鐵路客運停駛:352－353。1996年，員林線貨運停駛，直到2000年代末期才將糖廠鐵軌道路改建成自行車道與人行景觀步道。
至2000年時，台灣高鐵動工，並於2006年先後完成全線系統整合測試與試運轉作業，2007年1月5日，正式通車營運。台灣高鐵由員林市東部出入八卦山脈，但未在員林市境內設站，距離員林市最近的高鐵車站是位於田中鎮的高鐵彰化站:354。
員林車站位於員林市民權街上，是臺灣鐵路縱貫線的鐵路車站，車站等級為一等站，也是彰化縣僅次於彰化車站的第二大火車站。自1905年的員林驛開辦客貨運以來，即是鄰近的大村、埔心、溪湖、永靖、社頭等地居民及農產品的主要轉運中心:348。1955年，升格為頭等乙站（一等站）:349。期間與之後車站及其周遭曾進行數次整修與改建工程，包括站房整修、站前廣場綠美化工程、增設兩層汽機車停車場、改建簡易跨站式站房、候車室與規劃商業空間等:349－350，至2014年11月2日起，配合員林市區鐵路高架化計劃的竣工，正式啟用高架化車站。
員林市區鐵路高架化計畫，簡稱「員林鐵路高架化」，計畫範圍從大村鄉北勢路平交道北方約930公尺至員林大排南方約100公尺，全長為3.98公里的鐵路改為高架化，是新十大建設計畫之一:350。該項計畫在2007年9月1日時正式動工，展開先期作業工程。2009年底，臨時軌道鋪設及機電設施工程完成測試通車。之後陸續拆除沿途的平交道、地下道及陸橋，以改善交通堵塞與減少交通事故，並在車站內增設兩座島式月臺與四股鐵道於高架橋上，搭配車站周遭綠化工程進行都市更新:351。2014年11月2日，高架化工程正式完工通車。

### 公車客運
- 員林轉運站：位於靜修路與新生路口角地，地址是彰化縣員林市靜修路52-1號，鄰近鐵路，佔地約850坪，由彰化客運公司以民間興建營運後轉移模式（BOT）方式取得經營權。目前有彰化客運、國光客運、統聯客運、和欣客運四家公路客運業者利用該車站，其中彰化客運、國光客運、統聯客運並於此設立服務櫃台，公路客運班車可經由莒光路（台1線）快速駛往國道1號與台76線。
- 彰化客運：以中彰投地區的一般公路客運為經營主軸的汽車客運公司，該公司員林站設於員林轉運站。
- 員林客運：以中彰投地區的一般公路客運為經營主軸的汽車客運公司。總公司與該公司員林站位於員林市中正路585號3樓。
- 統聯客運：知名汽車客運公司，以國道客運為經營主軸，於員林轉運站，有往臺北轉運站、三重重陽路、國道1號中壢服務區（可轉乘往桃園國際機場）的汽車客運路線。
- 國光客運：知名汽車客運公司，以國道客運為經營主軸，於員林轉運站，有往臺北轉運站、三重重陽路的汽車客運路線。

彰化縣公車經過員林市區的路線有6路（鹿港至員林）、7路（員林至田中火車站）、10路（員林轉運站至溪頭）、20路（員林至二林）等4條路線，提供市民搭乘及鹿港、埔心、永靖、田尾、田中、溪湖、二林等鄉鎮轉運聯絡之用，其中10路行駛台76線及國道三號至竹山、鹿谷及溪頭。

### 公路
員林市境內共有省道2條。台1線即中山路、莒光路，其中莒光路是於1970年代為改善員林市區的交通，而闢建的路寬30公尺之市區外環道:357，北接大村、花壇、彰化等鄉市及臺中以北各地，南接埔心、永靖、田尾等鄉及雲林以南各地。台76線可連接台61線、中山高速公路、台1線及福爾摩沙高速公路，為彰化、南投兩縣的重要交通聯絡道路，路寬約有25公尺，並在員林市內設有員林交流道及林厝交流道，部分路段係沿員林大排河堤兩岸興建，北岸為西行車道，南岸則為東行車道，兩岸高架道路底下設有路寬約8公尺的平面道路:357－358。員林交流道連接台1線，是距離員林市區最近的公路交流道。林厝交流道位於八卦山山腳，連接縣道137號，是通往社頭鄉、田中鎮的要道:358。八卦山隧道連接員林市與南投縣草屯鎮，位於台76線林厝交流道及中興系統交流道之間，西行車道全長4,928公尺，東行車道全長4,935公尺:358。
員林市境內共有縣道4條。縣道137號即山腳路，位於員林市東側八卦臺地山腳下，是員林市東側主要的聯外道路，北接大村、花壇、彰化等鄉市，南通社頭、田中、二水等鄉鎮:362。縣道141號原始起點位於員林市內北側與台1線的交會處:362，後配合員林大道的通車而於2017年11月3日調整為現狀，起點改至員林大道與員鹿路交叉口，現由員林大道七、一段、員集路組成，為員林市的南北向聯外道路，往東南方可接社頭、田中、二水等鄉鎮，亦可連接台3線通往南投、雲林、嘉義等縣:362。縣道144號即柳橋路，為台76線底下之員林大排平面道路，東側端點位於員林市內，往西可接埔心、溪湖、秀水、埔鹽、福興等鄉鎮。縣道148號原在員林市內路段是由員鹿路、民生路、員東路、員草路組成，後配合員林大道的通車而於2017年11月3日調整為現狀，即今日的員林大道六至三段、員東路、員草路，東接芬園鄉、南投縣草屯鎮，往西可通往國道一號員林交流道:362，亦可連接埔心、溪湖、二林、芳苑等鄉鎮。
除了上述道路，員林市的主要道路尚有南北向的員大路、三條街、三橋街、萬年路、博愛路、光明街、光明南街、新生路，以及東西向的源泉路、浮圳路、靜修路、南潭路、源潭路、員水路、大饒路、自強路、員南路、大同路、三民街、三民東街等，其中被編入鄉道編號的有源泉路、員大路、浮圳路、靜修路、南潭路、源潭路、萬年路、員水路、大饒路、自強路、員南路等道路:361－366。鄉道彰55線即源泉路，是沿八堡圳開闢的道路，路寬約6至8公尺，道路東南端位於員鹿路口，西北可接大村、埔心等鄉:362。彰71線即員大路，路寬約8至10公尺，道路南端位於靜修路口（員林國中附近），北接大村、花壇、秀水等鄉:363。彰78線即員水路（包括出水巷），西與縣道148號（員東路）、彰77線（萬年路）相接，可通往員林市區，往東可與縣道137號、縣道139號相接並通往芬園、南投等地:363。
位於員林市區外環的員林大道是擴大員林都市計劃中新闢的道路之一，路寬約30公尺，全長約8.8公里，環繞員林市區外圍，2013年9月7日起開放部分路段通車，接通員林市區各條主要幹道，改善長期的交通堵塞問題。其道路名稱是於2013年11月26日，透過網路命名票選活動方式選出。在2014年11月2日員林鐵路高架化完工通車後，配合惠明街地下道填平作業工程，於同年12月26日完成員林大道貫通銜接，並在2015年1月全線通車。

### 郵電
員林郵政早在清道光年間，即已設有舖司站:372。但員林市的新式郵政始於日治時期，1899年1月1日設立臺中縣員林街郵便受取所，兼辦郵件及電報傳遞業務。4月1日，改為北斗郵便電信局員林出張所。1903年2月21日，改隸彰化郵便電信局。1904年5月1日，員林出張所改制為員林郵便電信出張所。1915年，改為員林三等郵便局。至1941年起，郵政制度變革，員林三等郵便局改為員林特定郵便局:373。戰後，郵政業務劃歸交通部接管。1946年5月5日，改制為員林郵電局。1949年4月1日，郵電分制，改稱員林郵局。1950年9月1日核定為二等郵局，之後歷經四次升格，2008年7月1日升為特等郵局:373。其郵政業務主要有郵務、儲匯、壽險、定存等:373，管轄區域包括員林市、大村鄉、埔心鄉等地，目前員林郵局在員林市內共有5處支局:374。
臺灣電信始於清光緒年間，而員林電信事業則始於日治時期，1899年1月1日設立臺中縣員林街郵便受取所，兼辦郵件及電報傳遞業務:369。1907年3月10日，開辦電話業務，可直接以電話聯繫臺北至嘉義之間的重要城鎮。戰後1949年郵電分制後，成立員林電信局，為三等局:370。1969年8月1日，員林電信局開辦真跡電報業務。1974年6月30日，開辦長途電話直撥業務:32。期間與之後歷經三次升格，1985年升為一等甲局。1996年7月1日，為推動電信業務自由化及電信組織公司化政策，將交通部電信局劃分為交通部電信總局與國營事業中華電信股份有限公司，前者專於國家電信政策設計與電信市場之監督管理，後者則專責電信事業之經營:370。目前中華電信在員林市內共有2間服務中心與3間特約服務中心。

### 公共自行車
彰化縣是中臺灣第一個推動「公共自行車租借系統」的縣市，也是臺北市以外第一個導入「YouBike」的城市，2014年5月彰化與YouBike合作，11月2日使用人數破百萬人次，2018年1月15日使用人數突破千萬人次，員林市已於2014年8月25日啟用「YouBike公共自行車系統」。2021年6月30日彰化與YouBike合約到期，至11月10日起彰化公共自行車系統營運商轉換為Moovo智慧單車，2022年11月30日彰化Moovo使用人數突破130萬人次。資料截至2024年11月21日，Moovo系統已在員林市的學校、車站、公家機關等處設有32個租賃站點，可甲地借車、乙地還車（可彰化縣借車、雲林縣還車），提供民眾租借使用。

## 著名景點、設施

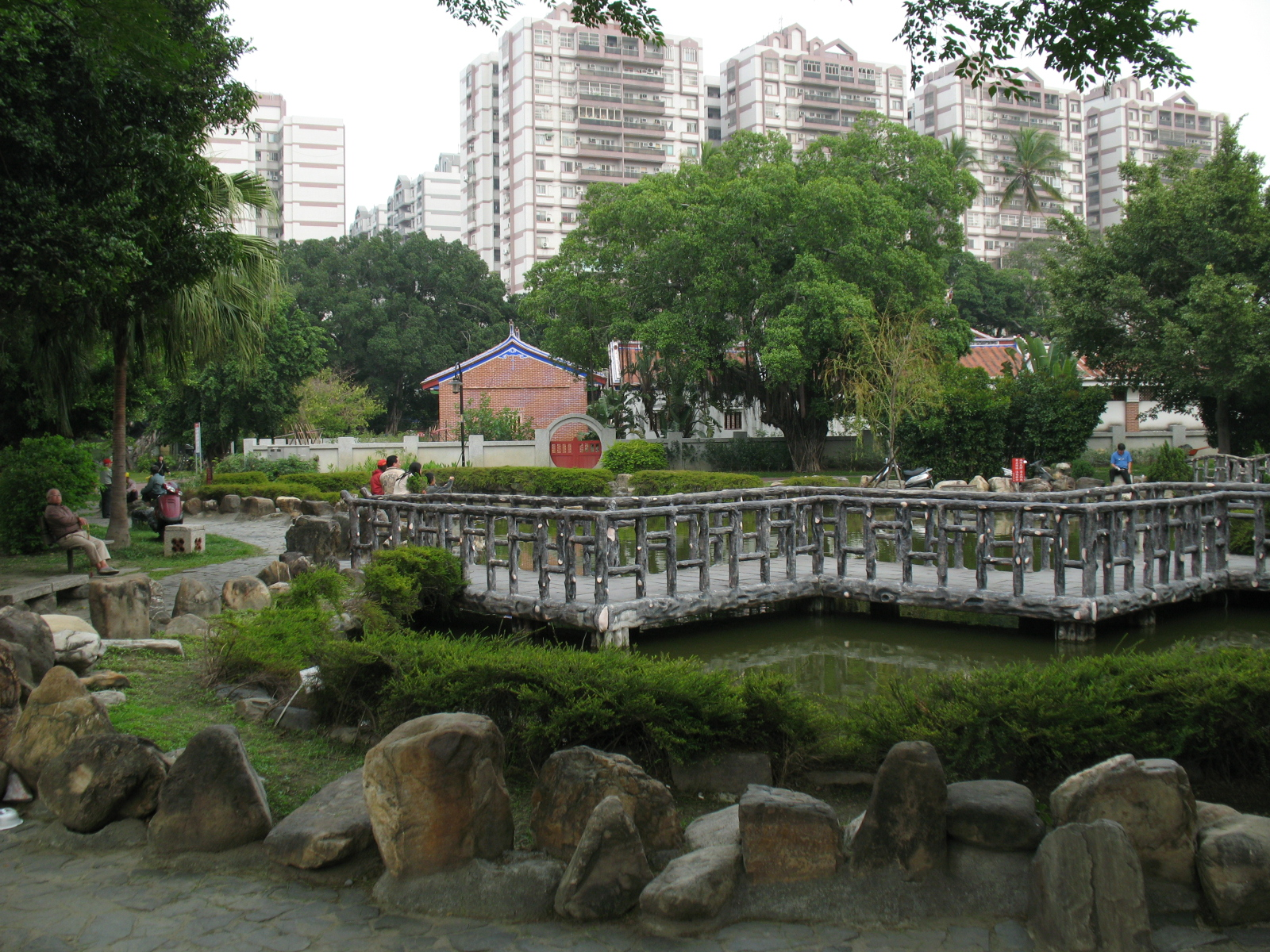
員林公園

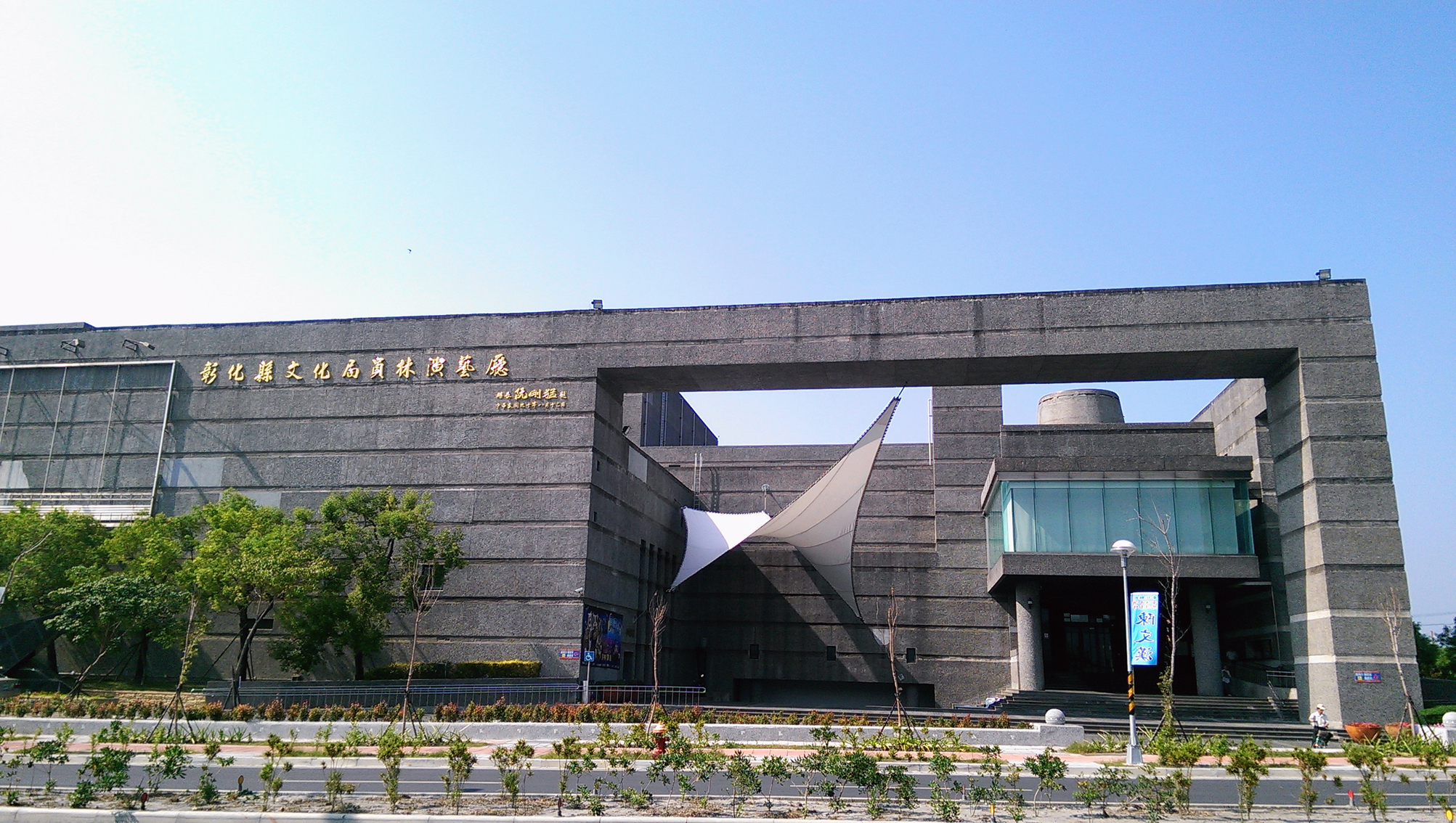
員林演藝廳

- 員林禪寺：創立慈愛托兒所及創辦佛教月刊，在臺北市有分寺光華寺。
- 員林地藏庵：當地人以此廟為中心舉行中元普渡。
- 員林衡文宮：廟上有一尊巨型的玄天上帝神像，本廟被視為帶動臺灣夜跑風潮的起源地。
- 員林公園：步道、活動草坪等，是散步、運動的好地方，其中公園內存有縣定古蹟興賢書院及前臺中縣長于國楨的紀念碑，公園北方為救國團青年活動中心，公園與市公所、圖書館相隔一條三民街。
- 員林演藝廳：員林演藝廳是為推動縣內藝術文化而建設，是一個多功能複合式的藝術展演場所。
- 員林福和宮：位於員林大同國中東北角。
- 楊桃觀光果園
- 百果山風景區：日治時期原為員林神社所在地，後來為市公所以公共造產方式擴建為風景區。因栽種大片果園，故名為「百果山」。目前百果山上有忠烈祠、廣天宮等知名景點，亦有高鐵景觀餐廳、土雞城和多條登山步道。此外，風景區內的員南路旁有員林運動公園。
- 登山步道：由北至南分別有位於東北里的東北小嶺頂、大峰里的十八觀音古道及犁壁山步道、湖水里的隴頂古道、出水里的萬里長城步道（含四百坎、二百坎、三百坎等支線）及臥龍坡步道、林厝里的藤山步道。
- 八堡圳：是臺灣最古老的埤圳之一，是由施世榜籌款所建。
- 打石巷：現稱黎明巷，位於第一市場，是員林年代最久遠的第一條街道「員林仔街」。自清朝以來，打石巷內許多居民以雕刻墓碑為業，但此項產業隨著時代變遷而大為沒落。民國97年，劉兆玄內閣制定「加強地方建設擴大內需方案」，彰化縣的方案中即列入「員林鎮打石巷再造工程」。
- 光明街可分成兩個部份。民權街到民生路之間的路段舊稱「竹管市」，因為早期有許多商家是以竹管圍起來的；而民生路到南昌路之間的路段舊稱「蕃薯市」，因為早期有許多商家賣蕃薯葉，而蕃薯葉為當時豬的飼料[92]。
- 員林龍燈公園：位於莒光路、員林大道交會處之公十二公園，2012年龍年臺灣燈會在彰化鹿港，燈會結束後將主燈「龍翔霞蔚」置於員林龍燈公園，於2013年1月26日落成啟用。
- 東山祐靈宮：祭祀石佛公。

## 古蹟、歷史建築

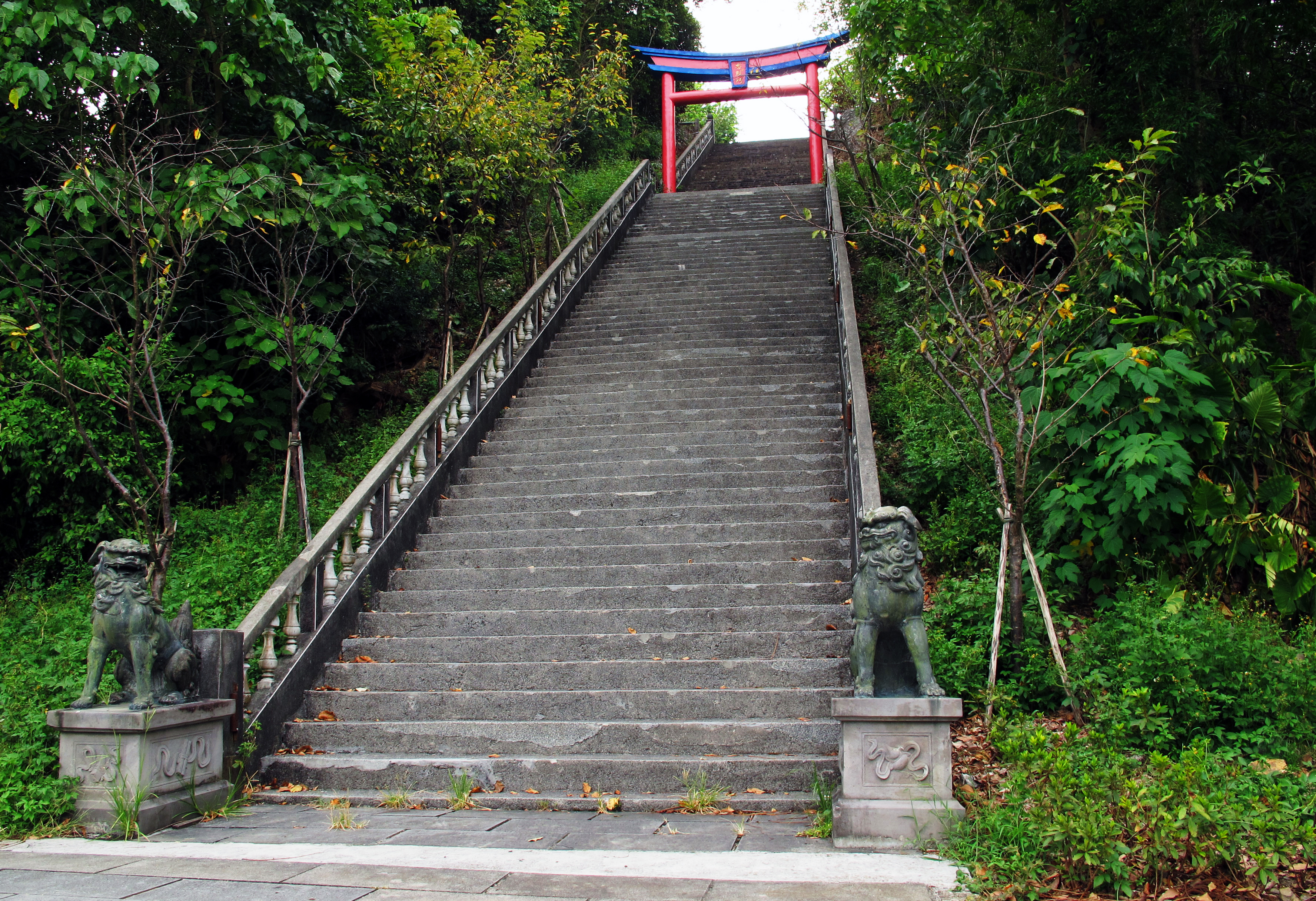
員林神社參拜道、高麗犬遺跡

- 興賢書院：[93] 三民路1號。興賢書院原名「文昌祠」，主祀文昌帝君，創建於清嘉慶12年（西元1807年），迄今已超過兩百年歷史，位於員林公園內，依《文化資產保存法》審查公告為縣定古蹟（原國家第三級古蹟）。「文昌祠」初創時期，內設有社學「興賢社」，供員林地區士子結社會友。清道光年間，廣東潮州饒平縣廩生邱海，在文昌祠內延用興賢社名稱，設立私塾為「興賢書院」，傳授燕武三堡（武東堡、武西堡、燕霧下堡）從學士子，可謂員林學堂教育之始。現今主殿祀有文昌帝君等神祇，每年舉辦考生祈福活動，是眾多考生祈求考試順利的地方。左右廂房亦整修為自修室。
- 江九合濟陽堂：[94] 三條街194巷12號。江九合濟陽堂於民國91年4月經彰化縣政府公告為歷史建築。濟陽堂為規模龐大之祠廟，其格局保留地域性風貌，對本地之人文、歷史具有特殊意義，足為時代之表徵。建築本身兼融日治時期風格與漢式風格，為典型的漳州平和客家圍屋的建築群，正身二進、及左右護龍，族群龐大，且均保留客家原有之風貌，正廳神龕為日治原物，有其藝術及歷史意義，正身之後尚保留古井一口，凸顯當年開墾彰化平原之文化背景。

- 員林神社遺跡：[95]員林百果山湖水巷原有員林神社，為日治時期員林郡最主要的神社，座落於可清楚俯瞰員林地區的特殊位置，1960年本殿拆毀改建忠烈祠使用。神社原有之參拜道、庭園及銅馬、高麗犬等雕飾仍保存完好，整體空間架構完整，但鳥居已被改建為中國式牌坊。員林神社遺跡已於民國95年7月列冊為歷史建築。
- 員林張氏追遠堂：[96]為地方望族員林張家家廟 位於大饒路845巷6號
- 游氏宗祠：[97]員大路2段59巷129弄31號
- 員林廣寧宮：員林三山國王廟
- 員林福寧宮：員林媽祖宮
- 曹家開台祖墳：[98] 民國96年公告為歷史建築。
- 員林鐵路穀倉：[99] 靜修路50號。員林鐵路穀倉又稱員林立體倉庫，簡稱員林立庫，民國92年6月經公告為歷史建築。民國60年代的臺灣為因應進口糧食之儲藏，而於63年底興建鐵路穀倉，65年完工。但由於食品業者紛紛建造私有穀倉，加上公路運輸已漸取代鐵路運輸，使得鐵路穀倉於民國72年即停止營運。目前臺灣的鐵路穀倉只有兩座，另一座位於雲林縣斗南鎮。
- 張氏追遠堂：位於南區運動公園西側，民國100年登錄為歷史建築。
- 育英國小校長宿舍：[100] 光明街26、32、42號。位於育英國小正對面，將改建為校史館，民國100年登錄為歷史建築。
- 南員林車站：今日藥局 後方 (旁邊小路進入)
- 員林郡守官舍：

## 小吃、伴手禮
員林市的傳統小吃有肉圓、米苔目、米糕、油蔥粿、圓仔冰、花生糖、雞腳凍、四神湯、爌肉飯、臭臭鍋、員林蜜餞等:762－766。伴手禮方面則有蜜餞、花生糖、鹹蛋糕、手工蛋捲、雞腳凍等。

## 外部連結
- 員林市公所（页面存档备份，存于）
- YouTube上的員林市公所頻道
- 員林市清潔隊的Facebook專頁
- 員林人俱樂部的Facebook專頁